# Govone
Govone (Govon en piamontés) es un municipio italiano de la provincia de Cuneo, en la región del Piamonte. En 2004, tenía una población de 1991 habitantes.

## Geografía

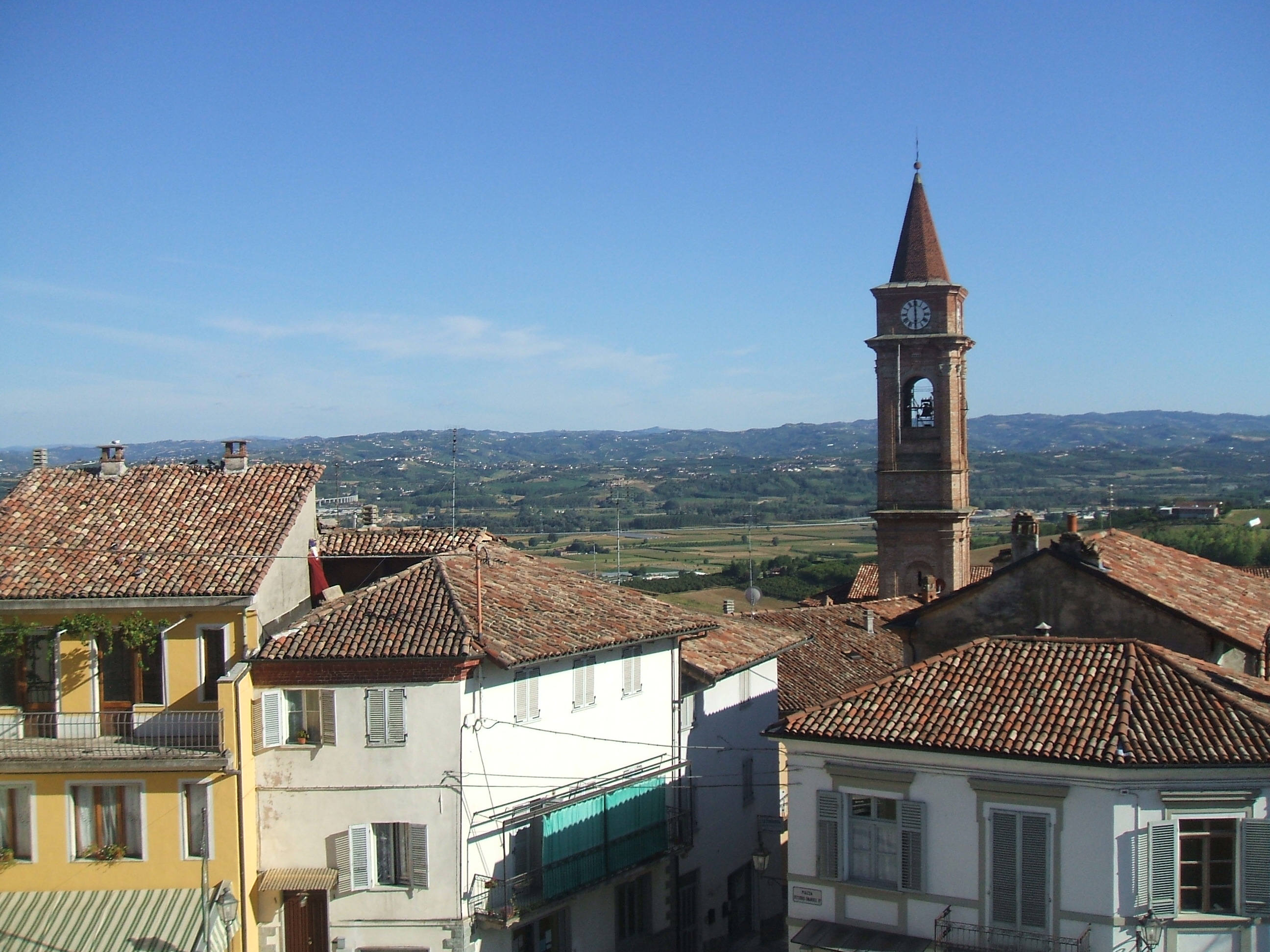
Vista de Govone

Govone limita con los siguientes municipios: Castagnole delle Lanze, Costigliole d'Asti, Magliano Alfieri, Priocca, San Damiano d'Asti, y San Martino Alfieri. Tiene una superficie de territorio de 18,8 km².
Ubicada alrededor de 45 km al sureste de Turín y alrededor de 60 km al noreste de Cuneo. Situado no muy lejos del corazón de las Langhe, es un centro relativamente pequeño de la provincia Granda, ubicado aproximadamente a medio camino entre la ciudad de Alba y la capital de la vecina provincia de Asti.

## Historia
Es conocido sobre todo por su castillo, en el cual estuvo, con apenas dieciocho años (año 1730), el filósofo Jean-Jacques Rousseau, recién entrado al servicio del conte Ottavio Solaro.
Hacia 1925 tenía contabilizada una población de 3600 habitantes. Durante la Segunda Guerra Mundial, en el periodo de ocupación alemana y de la República Social Italiana, Michelina Saracco, propietaria de un servicio de autobús, protegió en la zona a miembros de la familia hebrea de los Segre, sus vecinos de casa, salvándolos de la deportación. Por este motivo de solidaridad, el 13 de junio de 1988, el Instituto Yad Vashem de Jerusalén confirió a Michelina Saracco el alto honor de los justos entre las naciones. El 20 de julio de 2000, el Parlamento Italiano instituyó el 27 de enero como Día de la Memoria en recuerdo de las víctimas del Holocausto y en honor de aquellos que, como Michelina Saracco, arriesgaron su propia vida protegiendo a los perseguidos.

## Demografía
| Gráfica de evolución demográfica de Govone entre 1861 y 2001 |
|                                                              |
| Fuente ISTAT - elaboración gráfica de Wikipedia              |